# Aglow International
Aglow International is een interkerkelijke vrouwenorganisatie met een charismatisch karakter, tot een aantal jaren geleden bekend als Women’s Aglow Fellowship. Het is naar eigen opgave een van de grootste vrouwenbewegingen ter wereld, met meer dan 200.000 leden in ca. 170 landen. In Nederland is zij bekend onder de naam Aglow.

## Naam
De naam Aglow is ontleend aan Romeinen 12:11 in de Amplified Bible: Never lag in zeal and in earnest endeavor; be aglow and burning with the Spirit, serving the Lord ('laat uw enthousiasme niet bekoelen, maar laat u aanvuren door de Geest en dien de Heer').

## Geschiedenis
De organisatie ontstond in 1967 in Seattle (Washington, VS) vanuit een gebedsgroep, die door veel vrouwen werd bezocht. Hier ontstond het idee van een christelijke vrouwenbeweging over confessionele grenzen heen. Op de eerste bijeenkomst bleken ruim honderd vrouwen te komen. Binnen enkele maanden ontstonden er in allerlei plaatsen in de VS plaatselijke groepen met soortgelijke doelstellingen. Reeds in 1970 telde Aglow 60 plaatselijke groepen, die ieder maandelijks bijeenkwamen. De eerste groepen buiten de VS ontstonden in Canada en Nieuw-Zeeland. In Nederland ontstond de eerste groep in 1974. Een eerste Europese Aglow-conferentie vond plaats in 1980 in Berlijn plaats, en de tweede in 1985 in Hamburg. Deze beide conferenties droegen wezenlijk bij aan de verdere verbreiding in Europa.

## Opvattingen
De theologie van Aglow sluit grotendeels aan bij de Apostolische geloofsbelijdenis. De leden van Aglow geloven in de inspiratie van de gehele Bijbel door de Heilige Geest. Ook geloven zij in de charismata of gaven van de Heilige Geest, waaronder ook de zgn. tongentaal of glossolalie. Kerkelijke grenzen spelen een ondergeschikte rol en de leden van Aglow worden gestimuleerd om naast hun lidmaatschap actief binnen hun eigen kerken te blijven. Er behoren dan ook vrouwen bij uit allerlei kerken en gemeenten.

## Werkwijze, organisatie en statistiek
Uitgangspunt is de plaatselijke groep, die zich bezighoudt met verschillende geestelijke, missionaire en diaconale activiteiten. Een belangrijke rol in de bijeenkomsten spelen Bijbelstudie, gebed en het uitwisselen van ervaringen. Bijeenkomsten worden veelal gehouden in niet-kerkelijke ruimtes, om de drempel laag te houden. Daarnaast houden veel Aglow-leden zich bezig met allerlei diaconale projecten.
Wereldwijd zijn er ca. 4600 groepen in 176 landen (waarvan 40 Europese landen). Volgens eigen opgave worden er jaarlijks ca. 17 miljoen mensen bereikt.

## Publicaties
- Tijdschrift Aglow Nederland (ca. 4x per jaar)